# Петровское (Лотошинский район)
Петровское — деревня в Лотошинском районе Московской области России.
Относится к сельскому поселению Микулинское, до реформы 2006 года относилась к Введенскому сельскому округу. По данным Всероссийской переписи 2010 года численность постоянного населения составила 5 человек (2 мужчин, 3 женщины).

## География
Расположена в юго-западной части сельского поселения, примерно в 13 км к северо-западу от районного центра — посёлка городского типа Лотошино, у границы Московской и Тверской областей. Соседние населённые пункты — деревни Афанасово и Поляны.

## Исторические сведения
По сведениям 1859 года — деревня Афонасовского прихода Кобелевской волости Старицкого уезда Тверской губернии в 47 верстах от уездного города, на возвышенном месте, с 11 дворами, 5 колодцами и 96 жителями (42 мужчины, 54 женщина).
В «Списке населённых мест» 1862 года Петровское — владельческая деревня 2-го стана Старицкого уезда по Волоколамскому и Гжатскому трактам от города Старицы, при колодце, с 8 дворами и 111 жителями (51 мужчина, 60 женщин).
В 1886 году — 16 дворов и 111 жителей (49 мужчин, 62 женщины). В 1915 году насчитывалось 26 дворов.
С 1929 года — населённый пункт в составе Лотошинского района Московской области.

## Население
| 1859 | 1886 | 2002 | 2006 | 2010 |
| ---- | ---- | ---- | ---- | ---- |
| 111  | →111 | ↘6   | →6   | ↘5   |